# Erin Sterkenburg
Erin Sterkenburg, née le 20 mars 2003, est une grimpeuse sud-africaine.

## Biographie
Elle remporte la médaille d'or en combiné aux Championnats d'Afrique d'escalade 2020 au Cap, se qualifiant ainsi pour les Jeux olympiques de Tokyo.

## Palmarès

### Championnats d'Afrique
- 2020 au Cap,  Afrique du Sud
  -  Médaille d'or en combiné